# Asaf Yuria
Asaf Yuria (* im Juni 1985) ist ein israelischer Jazzmusiker (Sopran- und Tenorsaxophon, Komposition) des Modern Jazz.

## Leben und Wirken
Yuria begann mit neun Jahren Saxophon zu spielen und trat dann als Jugendlicher in lokalen Clubs in Tel Aviv auf. Während des Besuchs der weiterführenden Schule hatte er Gelegenheit, mit Musikern wie Arnie Lawrence, Jess Koren, Amit Golan, Amos Hoffman, Ofer Ganor und Harold Rubin zu spielen. Erste Aufnahmen entstanden 2003 mit dem Gitarristen Yotam Silberstein (The Arrival), 2005 mit Rea Bar-Ness (Remember & Forget, u. a. mit Avishai Cohen). Anschließend zog er nach New York, um an The New School for Jazz and Contemporary Music zu studieren; 2012 schloss er das Studium ab. In den Vereinigten Staaten arbeitete er seitdem u. a. mit Jimmy Cobb, Kirk Lightsey, Billy Kaye, Joe Magnarelli, Eyal Vilner Big Band und Eddie Henderson (Plays The Music of Amit Golan).
In den 2010er-Jahren spielte Yuria im Quintett von Omer Avital (Abutbul Music) und mit Jeremy Manasia (Sutra Book). Des Weiteren leitet er ein eigenes Quintett, mit dem er Eigenkompositionen spielt; mit der Formation legte er 2018 ein erstes Album vor, Papa Wawa (Eigenverlag Zamzama).
Im Bereich des Jazz war er zwischen 2003 und 2018 an sechs Aufnahmesessions beteiligt. Gegenwärtig leitet Yuria ein Quintett, dem Josh Evans, Jonathan Voltzok (Posaune), Jeremy Manasia (Piano), Ben Meigners (Bass) und Jason Brown (Drums) angehören.